# Айцемнік
Айцемнік (вірм. Այծեմնիկ) — національна героїня Вірменії. Воєначальниця під час оборони Ані в 1124 році (інші джерела вказують 1126 рік), командувала жіночим військовим підрозділом.

## Життєпис
З дитинства Айцемнік тренувалася стріляти з лука. Дівчинка була дуже вправною у цьому, чим тішила батька — вірменського князя Млеха. Під час одного змагання зі стрільби вона надихнула своїм прикладом інших жінок, які доєдналися до її тренувань. Згодом Айцемнік сформувала з них жіночий загін. 
Коли татари напали на Вірменію, загін Айцемнік допомагав, подаючи зброю та рятуючи поранених солдатів. Але коли в результаті облоги Ані вірменське військо понесло величезні втрати, жіночий загін безпосередньо долучився до бою. 
Згодом саму Айцемнік оточили — ворог хотів взяти її в полон живою, але вона була виснаженою й пораненою, тому більше не могла чинити спротив. Айцемнік стрибнула з високої стіни (за іншою версією вбита). 

## У культурі
- "Айцемнік" — п'єса Вртанеса Папазяна [1], 1915 рік.
- "Айцемнік" — поема Людвіга Дуряна, 1985 рік.
- Вірш Ованеса Шираза «Հայոց անունները»
- Картина Фараона Мірзояна[hy] )